# Groynne
Cet article possède un paronyme, voir Groyne.
Groynne est un village de la ville belge d'Andenne située en Région wallonne dans la province de Namur.
Avant la fusion des communes de 1977, Groynne faisait déjà partie de la commune d'Andenne. 

## Situation
Cette localité se trouve à environ 3 km au sud du centre de la ville d'Andenne. On y accède par la côte de Groynne d'une longueur de 2,7 km présentant un dénivelé de 160 m. Groynne avoisine aussi les hameaux de Stud, Bellaire et Muache, ces deux derniers faisant partie de la commune de Gesves.

## Patrimoine
Le village compte plusieurs anciennes fermettes en long bâties le plus souvent en pierre calcaire.
L'église Notre-Dame a été construite entre 1741 et 1760 dans un style roman tardif en pierre calcaire et toiture en ardoises. En outre, l'édifice comporte un transept ainsi qu'un chevet semi-circulaire. 
Groynne fut un lieu d'extraction de charbon. On peut encore notamment voir aujourd'hui une grande cheminée en brique de cet ancien charbonnage qui se situait au-dessus du village (altitude 240 m). C’est là que vit la famille Boniface.